# SC Fribourg (féminines)
Ne doit pas être confondu avec SC Fribourg.
Maillots
Le SC Fribourg est un club de football féminin situé à Fribourg-en-Brisgau dans le Land de Bade-Wurtemberg en Allemagne. C'est la section féminine, créée en 1975, du SC Fribourg.
L'équipe première joue depuis 2011 dans la Bundesliga.

## Histoire
La section féminine fut créée en 1975 par l'absorption de l'équipe de SpVgg Freiburg-Wiehre. En 1985 une partie de l'équipe retourna au SpVgg Freiburg-Wiehre, qui six années plus tard réussit à se qualifier pour la montée en Bundesliga, comme le club n'avait pas les finances pour évoluer à ce niveau, l'équipe féminine retourna au SC Fribourg qui le 1er juillet 1991 reforma sa section féminine.
En 1998 le club monta en Bundesliga mais sera relégué en fin de saison, deux ans plus tard le SC Fribourg réussit à remonter et à s'établir dans la plus haute division du Championnat d'Allemagne.
Après la saison 2009/2010, le club descend en 2e Bundesliga, mais remonte dès la saison suivante.
En 2015/2016, le SC Fribourg termine quatrième de la Bundesliga, ce qui représente pour l'instant son meilleur classement en Bundesliga.

## Palmarès
- Montée en Bundesliga : 1998, 2001, 2011
- Champion de 2. Bundesliga Sud : 2011
- Champion de Regionalliga Sud : 2001
- Champion d'Oberliga Baden-Württemberg : 1997, 1998, 2000
- Champion de Bade du Sud : 1977, 1978, 1979, 1982, 1984, 1993, 1994, 1995
- Vainqueur de la Coupe de Bade du Sud : 1985, 1995, 1998, 2000, 2001
- Coupe d'Allemagne
  - Finaliste : 2019 et 2023